# Форт-П'єр (Південна Дакота)
Форт-П'єр (англ. Fort Pierre) — місто (англ. city) в США, в окрузі Стенлі штату Південна Дакота. Населення — 2115 осіб (2020).

## Географія
Форт-П'єр розташований за координатами 44°22′4″ пн. ш. 100°22′57″ зх. д. / 44.36778° пн. ш. 100.38250° зх. д. (44.367766, -100.382524).  За даними Бюро перепису населення США в 2010 році місто мало площу 8,16 км², з яких 8,04 км² — суходіл та 0,12 км² — водойми.

### Клімат
| Клімат : Форт-П'єр                                         | Клімат : Форт-П'єр | Клімат : Форт-П'єр | Клімат : Форт-П'єр | Клімат : Форт-П'єр | Клімат : Форт-П'єр | Клімат : Форт-П'єр | Клімат : Форт-П'єр | Клімат : Форт-П'єр | Клімат : Форт-П'єр | Клімат : Форт-П'єр | Клімат : Форт-П'єр | Клімат : Форт-П'єр | Клімат : Форт-П'єр |
| Показник                                                   | Січ.               | Лют.               | Бер.               | Квіт.              | Трав.              | Черв.              | Лип.               | Серп.              | Вер.               | Жовт.              | Лист.              | Груд.              | Рік                |
| Абсолютний максимум, °C                                    | 23,9               | 24,4               | 31,1               | 37,2               | 40,6               | 43,9               | 48,9               | 43,9               | 43,3               | 38,3               | 30,6               | 23,9               | 48,9               |
| Середній максимум, °C                                      | 0,8                | 3,7                | 9,9                | 16,9               | 22,7               | 28,1               | 32,4               | 32,3               | 27,0               | 18,0               | 8,7                | 1,7                | 16,9               |
| Середній мінімум, °C                                       | −13,2              | −10,7              | −4,9               | 1,2                | 7,3                | 13,1               | 16,4               | 15,2               | 9,2                | 1,7                | −5,9               | −11,8              | 1,5                |
| Абсолютний мінімум, °C                                     | −42,2              | −43,9              | −32,2              | −16,7              | −7,2               | 0,0                | 6,1                | 2,8                | −7,8               | −19,4              | −26,7              | −40                | −43,9              |
| Норма опадів, мм                                           | 9                  | 13                 | 27                 | 51                 | 64                 | 71                 | 56                 | 42                 | 36                 | 34                 | 13                 | 9                  | 425                |
| ---------------------------------------------------------- | ------------------ | ------------------ | ------------------ | ------------------ | ------------------ | ------------------ | ------------------ | ------------------ | ------------------ | ------------------ | ------------------ | ------------------ | ------------------ |
| Джерело: http://www.wrcc.dri.edu/cgi-bin/cliMAIN.pl?sd3076 |                    |                    |                    |                    |                    |                    |                    |                    |                    |                    |                    |                    |                    |

## Демографія
Згідно з переписом 2010 року, у місті мешкало 2078 осіб у 893 домогосподарствах у складі 586 родин. Густота населення становила 255 осіб/км².  Було 959 помешкань (117/км²).
Расовий склад населення:
| - 89,4 % — білих - 6,6 % — корінних американців - 0,3 % — чорних або афроамериканців - 0,2 % — азіатів |

До двох чи більше рас належало 3,3 %. Частка іспаномовних становила 0,7 % від усіх жителів.
За віковим діапазоном населення розподілялося таким чином: 24,1 % — особи молодші 18 років, 59,9 % — особи у віці 18—64 років, 16,0 % — особи у віці 65 років та старші. Медіана віку мешканця становила 41,8 року. На 100 осіб жіночої статі у місті припадало 97,7 чоловіків;  на 100 жінок у віці від 18 років та старших — 95,1 чоловіків також старших 18 років.
Середній дохід на одне домашнє господарство  становив 74 317 доларів США (медіана — 56 738), а середній дохід на одну сім'ю — 89 687 доларів (медіана — 67 996). За межею бідності перебувало 8,9 % осіб, у тому числі 8,7 % дітей у віці до 18 років та 13,9 % осіб у віці 65 років та старших.
Цивільне працевлаштоване населення становило 1270 осіб. Основні галузі зайнятості: освіта, охорона здоров'я та соціальна допомога — 19,8 %, публічна адміністрація — 13,8 %, роздрібна торгівля — 13,6 %.